# 沈粹缜
沈粹缜（1900年—1997年），女，江苏吴县人，中国社会活动家，第二、三、四、五、六届全国政协委员。

## 家庭
丈夫邹韬奋，儿子邹家华。